# Довготривале пригнічення
Довготривале пригнічення, або довготривале синаптичне пригнічення (Long-Term Depression, LTD) - в нейрофізіології залежна від активності нейронних сигналів втрата ефективності роботи синапсів, що може тривати від кількох десятків хвилин до кількох діб. В центральній нервовій системі, залежно від регіона мозку та стадії його розвитку, LTD може бути викликана різними механізмами. Найкраще вивченими є механізми LTD в гіпокампі та мозочку. В гіпокампі LTD викликає слабка, але довготривала стимуляція нейронів; натомість в мозочку для викликання LTD стимуляція має бути набагато сильнішою (як показано на клітинах Пуркін'є). Основними механізмами LTD вважаються зниження кількості рецепторів на постсинаптичній мембрані, а також зниження ефективності вивільнення нейромедіатора з пресинаптичного бутона. LTD в мозочку вважається процесом, що відіграє значну роль в формуванні рушійної пам'яті; натомість LTD в гіпокампі, згідно з результатами ряду досліджень, відіграє значну роль в формуванні довготривалих спогадів. В формуванні гіпокампального LTD помітну роль відіграють NMDA-, АМРА-, метаботропні глутаматні та канабіноїдні рецептори.
Загалом LTD разом з LTP є двома основними механізмами, що балансують сигнальну активність в нервовій системі.